# Pityphyllum amesianum
Pityphyllum amesianum är en orkidéart som beskrevs av Rudolf Schlechter. Pityphyllum amesianum ingår i släktet Pityphyllum och familjen orkidéer. Inga underarter finns listade i Catalogue of Life.